# براين كوغمان
براين كوغمان (بالإنجليزية: Bryan Cogman)‏ هو كاتب سيناريو ومنتج تلفزيوني أمريكي. معروفٌ بكتابته لعشر حلقاتٍ من مسلسل شبكة إتش بي أو صراع العروش: في الموسم 1، «مقعدون، ولقطاء، وأشياء محطمة»؛ في الموسم 2، «الذي مات ربما لم يمت»؛ في الموسم 3، «قبلته النار»؛ في الموسم 4، «حافظ العهد» و«قوانين الآلهة والرجال»؛ في الموسم 5، «اقتل الصبي» و«لا نقهر، لا ننحني، لا ننكسر»؛ في الموسم 6، «دماء دمائي» و«الرجل المحطم»؛ وفي الموسم 7، «مولودة العاصفة».
هو أيضًا مؤلف كتاب Inside HBO's Game of Thrones الذي كتب تمهيده جورج ر. ر. مارتن مؤلّف سلسلة أغنية الجليد والنار.

## قائمة الأعمال

### الأفلام
| السنة | العنوان        | عمل كـ       |
| ----- | -------------- | ------------ |
| 2019  | السيف في الحجر | كاتب سيناريو |

### التلفزيون
| السنة     | العنوان     | كاتب | منتج | ملاحظات |
| --------- | ----------- | ---- | ---- | --- |
| 2011–الآن | صراع العروش | نعم  | نعم  | كتب 10 حلقات ساقي دراغونستون (غير مذكور في "الأسد والزهرة") جائزة الإيمي برايم تايم لأفضل مسلسل درامي (2015-2016) جائزة هوغو لأفضل عمل درامي، Long Form (2012) جائزة نقابة المنتجين الأمريكية لأفضل دراما عرضية (2015) مرشح—جائزة نقابة الكتاب في أمريكا للتلفاز: مسلسل درامي ‏ (2011-2012, 2014-2016) مرشح—جائزة نقابة المنتجين الأمريكية لأفضل دراما عرضية (2016, 2018) بالانتظار—Writers Guild of America Award for Dramatic Series (2018) |

## وصلات خارجية
- براين كوغمان على موقع IMDb (الإنجليزية)
- براين كوغمان على موقع ألو سيني (الفرنسية)
- براين كوغمان على موقع ميوزك برينز (الإنجليزية)
- براين كوغمان على موقع قاعدة بيانات الفيلم (الإنجليزية)
- براين كوغمان على موقع كينوبويسك (الروسية)